# Catharina Christina Petit
Catharina Christina Petit (Harderwijk?, ca. 1660 — Amsterdam, 16 maart 1740) was een toneelspeelster verbonden aan de Amsterdamse Schouwburg. Zij speelde toneel van 1677 tot aan haar dood.

## Werk
Over de rollen die zij speelde is weinig bekend. Ze zou in minimaal 44 stukken hebben opgetreden. Petit kreeg vanaf 1693 vaker een hoofdrol, waarvan het stuk Ifigenia in Aulis van Racine een van haar beste rollen was.

## Persoonlijk
Petit was vermoedelijk afkomstig uit een toneelfamilie. Haar broer en twee zussen speelden ook theater.
In 1681 trouwde ze in Buiksloot bij Amsterdam met Hermanus Benjamin, rolleur, souffleur, toneelspeler en toneeldichter. Samen hebben ze één dochter ter wereld gebracht.